# Doñinos de Salamanca
Doñinos de Salamanca – gmina w Hiszpanii, w prowincji Salamanka, w Kastylii i León, o powierzchni 14,05 km². W 2011 roku gmina liczyła 1766 mieszkańców.